# Districtul Bir Bou Haouch
Bir Bou Haouch este un district din provincia Souk Ahras, Algeria.